# 阿史那摸末
阿史那摸末（607年—649年4月3日），阿史那氏，处罗可汗之子，封号郁射设，又作奥射设。

## 生平
阿史那摸末在突厥原封郁射设。武德元年（518年），薛举攻克平凉城，与阿史那咄苾联合。唐高祖十分忧虑，派遣光禄卿宇文歆贿赂阿史那咄苾，让他与薛举断绝来往。太子李建成建议废弃丰州，将城市空出来，暂且将百姓迁移寄居到灵州，并将五原郡和榆中郡割让给突厥。于是阿史那摸末带领部落一万多帐入居黄河以南，以灵州为边境。武德三年（620年）四月，刘武周谋划逃回马邑，事情泄露，刘武周被突厥杀死。突厥又任命苑君璋为大行台，统帅刘武周剩余的部众，命令阿史那摸末率领军队帮助苑君璋镇守。武德三年（620年）十一月，处罗可汗去世，可贺敦义成公主以处罗可汗之子阿史那摸末丑陋弱小，废掉阿史那摸末，立处罗可汗的弟弟阿史那咄苾为颉利可汗。武德五年（622年），灵州总管李道宗趁着击败梁师都和突厥联军的机会，将阿史那摸末赶出黄河以南，开拓唐朝边界一千多里。武德九年（626年），阿史那摸末从黄河以南汇集军队，出兵围困乌水城。李建成推荐李元吉代替李世民统帅军队北伐，又命令秦王府勇将秦叔宝、尉迟敬德、程知节、段志玄等人一起同行。贞观二年（628年），夏州都督长史刘兰成用反间计离间突厥部落。阿史那摸末的叔叔颉利可汗果然怀疑阿史那摸末，阿史那摸末害怕，而颉利可汗又派遣士兵追击，刘兰成率领部众迎击，击败颉利可汗的部下。贞观三年（629年）九月，夏州都督窦静暗中派人离间突厥部落，阿史那摸末部下郁孤尼等九个俟斤都率领部落归附唐朝。贞观三年十二月庚寅（630年1月12日），阿史那摸末与突利可汗、荫奈特勤等人都率领自己的部落归附唐朝。唐朝任命阿史那摸末为上大将军，阿史那摸末很快又转任右屯卫将军。贞观廿三年二月十六日（649年4月3日），阿史那摸末在宣阳里私人住宅中去世，虚岁四十三，贞观廿三年岁次巳酉三月乙巳朔十七日辛酉（649年5月3日）葬于万年龙首乡。

## 研究
国家文物出版社副总编辑葛承雍指出，阿史那摸末墓志追溯世系来看，其曾祖父为阿波设，而没有尊称为阿波可汗，这是很蹊跷的，葛承雍怀疑阿波设可能与阿波可汗（大逻便）不是同一人，否则赞美和夸耀祖先丰功伟绩及血统纯正的基志文不会不提其称衔，因为“可汗”是突厥部落中最高领袖的称号，而“设”乃是握有兵权的高级官员，“可汗”往往由“设”中选拔提升。所以，阿波设能否比定阿波可汗还值得进一步探讨。国立中正大学历史系主任朱振宏教授认为，阿史那摸末墓志所记的“阿波”，其政治官称为“设”而非“可汗”，且从墓志所述阿史那摸末世系，此阿波设可能不是指史籍中所载的阿波可汗“大逻便”。
国立中正大学历史系主任朱振宏教授推测，阿史那摸末与李氏成婚的时间最可能是在李渊太原起兵至隋恭帝禅位期间，原因是李渊起兵前，曾向东突厥始毕可汗称臣结好，隋唐鼎革之际，李渊在对外关系上，最需要拉拢与东突厥之间的关系，李渊以其近亲嫁给阿史那摸末并在李渊家内成婚（很可能是李渊主婚），李世民亦在场观礼，这些都是向东突厥示好的表现。
朱振宏指出，处罗可汗死后，义成公主不以阿史那摸末为大可汗，恐怕不单纯只是因为阿史那年少，而是另有其他原因。比如始毕可汗去世后，其子阿史那什钵苾因“年幼不堪嗣位”，所以由阿史那奚纯继立，是为处罗可汗;若是摸末因为年龄的原因无法嗣位，义成公主大可以比照阿史那什钵苾“年幼不堪嗣位”的故事，改立他人，但义成公主不立阿史那摸末的理由却是“丑弱”这个含义模糊的虚词。义成公主不以阿史那摸末继承大可汗位真正的原因极可能是阿史那摸末娶李氏之故。义成公主为隋朝宗室杨谐之女，开皇二十年（600年），隋文帝以义成公主嫁给启民可汗。大业六年，启民可汗去世，始毕可汗为东突厥大可汗，义成公主依突厥收继婚的习俗嫁给始毕；处罗继承大可汗位后，义成公主又成为处罗可汗的可敦。由于义成公主是隋朝宗室女，对隋朝有一份特殊的情感，大业十一年（615年）隋炀帝被始毕可汗围困于雁门时，义成公主曾诈告始毕可汗北边铁勒诸部反叛，促使始毕可汗退兵，解除炀帝这场险些丧命的危机。李渊虽在进入长安后，曾短暂地立杨侑为隋帝，然不久就代隋建唐。义成公主深感亡国之痛，于是仿效北周宗室女千金公主煽惑东突厥都蓝可汗的反隋复周之故计，展开复隋计划，先是将隋炀帝萧皇后以隋炀帝孙杨政道、淮南公主等人从窦建德处迎至东突厥，又要求处罗可汗扶植隋室后裔，立杨政道为隋主。
朱振宏认为，平夷县主李氏很可能是李唐宗室女，与唐太宗一家有宗亲关系。处罗可汗去世后，若是由阿史那摸末继成大可汗位，阿史那摸末之妻李氏将成为新可敦，取代义成公主地位，那么义成公主的复隋计划将受到影响。因此，义成公主就以阿史那摸末“丑弱”为由，改立处罗之弟咄苾继承东突厥大可汗位，咄苾又纳义成公主为妻，使义成能继续主导东突厥的外交政策，推动复隋事业。

## 家庭

### 曾祖
- 阿波设[23]

### 祖父
- 启民可汗[23]

### 父亲
- 咄罗可汗[23]

### 兄弟姐妹
- 阿史那社尔，突厥拓设，唐朝驸马都尉、镇军大将军、毕元公

### 夫人
- 李氏，封平夷县主，贞观九年正月八日（635年1月31日）在于宣阳里去世，贞观廿三年岁次巳酉三月乙巳朔十七日辛酉合葬于万年龙首乡[23]

### 子女
- 阿史那勿施，唐朝右屯卫翊府右郎将[23]